# 미러 (영화)
《미러》(영어: Mirrors)는 미국의 2008년 초자연 공포 영화이다. 알렉상드르 아자가 연출과 공동 각본을 맡았다. 이 영화는 거울 속 반영이 현실에 영향을 미치는 초자연 현상을 중심으로 전개된다. 원래는 대한민국의 2003년 공포 영화 《거울 속으로》를 있는 그대로 리메이크할 예정이었으나 후에 합류하게 된 아자가 원작 대본을 읽은 후 이야기의 세부 사항에 불만족하여 거울과 관련된 원본 영화의 기본 발상을 유지하는 한편 몇 장면을 통합하기로 결정하고, 새로운 이야기와 대본에 대한 자신의 해석을 더했다.
이 영화의 출연진과 제작진이 빠지고 서사상 연결되지 않는 독립형 속편인 《미러 2》가 2010년 출시되었다.

## 줄거리
정직 처분을 받고 과거 화재로 폐쇄된 백화점의 야간 경비원이 된 형사 벤 카슨은 백화점 내 거울에서 기이한 현상들을 목격한다. 처음에는 단순히 이상한 일이라고 생각했지만 곧 거울상들이 사람들에게 끔찍한 일들을 일으킨다는 것을 깨닫는다. 이전 경비원은 거울 속 자신이 유리 조각으로 목을 자르면서 죽었고, 벤의 여동생 또한 자신의 거울상이 아래턱을 뜯어내 숨이 끊긴다.
벤은 거울 속 존재가 “에서커”라는 단어를 통해 무언가를 알려주려 한다는 것을 깨닫고 5년 전 백화점 화재를 일으킨 경비원의 행방을 추적한다. 그 과정에서 백화점이 과거 정신 병원이 있던 자리에 세워졌고, 애나 에서커라는 환자가 거울방(psychomanteum)에서 치료를 받던 중 집단 자살로 사망한 것으로 여겨진다는 사실을 알게 된다. 벤은 애나가 살아있으며 그녀가 거울 속 악령과 관련되어 있음을 직감한다. 한편 벤의 전처 에이미는 거울 속에 나타나는 아들 마이키의 모습과 마이키의 실제 행동이 다른 것을 발견하자 벤에게 전화하고, 두 사람은 반사하는 성질이 있는 집 안 물건의 모든 표면을 가린다. 
벤은 애나를 찾아 그녀가 치료 중 악령에 씌였고 후에 그 악령이 거울 속에 갇혔다는 것을 알게 된다. 이 악령은 사람들을 죽이고 이들의 영혼을 수집하는 중이다. 애나가 만약 거울방으로 돌아간다면 악령은 다시 세상에 나오게 될 것이다. 그러나 악령에 빙의된 마이키는 온 집 안의 물을 틀고 거울에 칠해 놓은 페인트를 벗겨낸다. 벤은 마이키를 구하기 위해 애나를 강제로 백화점 지하 거울방으로 데려가 과거 그녀가 치료를 받았던 방식대로 거울에 둘러싸인 의자에 묶는다. 마이키가 집 안 바닥에 고인 물의 표면에 비친 상에 의해 익사할 위기에 처한 순간 악령이 애나에게 다시 빙의하면서 마이키는 위기에서 벗어난다. 벤은 악령에 씌인 애나와 싸우다가 가스 폭발을 일으켜 애나를 죽이지만, 자신도 건물 잔해에 갇히고 만다.
벤은 돌무더기를 헤치고 건물 밖으로 나오지만 모든 것이 거꾸로 되어 있는 것을 보고 자신이 이미 죽어 거울 속 세상에 갇혔음을 깨닫는다.

## 출연진
- 키퍼 서덜랜드 - 벤 카슨 역
- 폴라 패튼 - 에이미 카슨 역
- 에이미 스마트 - 앤절라 “앤지” 카슨 역
- 캐머런 보이스 - 마이클 “마이키” 카슨 역
- 애리카 글럭 - 데이지 카슨 역
- 메리 베스 필 - 애나 에서커 역
- 존 슈래프널 - 로렌조 서펠리 역
- 제이슨 플레밍 - 래리 번 형사 역
- 팀 어헌 - 모리스 의사 역
- 줄리언 글러버 - 로버트 에서커 역
- 조시 콜 - 게리 루이스 역
- 에즈라 버징턴 - 테런스 베리 역

## 기타 제작진
- 총괄 제작: 아넌 밀천
- 배역: 데버라 어퀼라, 트리샤 우드
- 미술: 조지프 C. 네멕 3세
- 세트: 리즈 그리피스, 이언 휘터커
- 의상: 마이클 데니슨, 엘런 미로지닉
- 시각 효과: 대니 김